# Тузламахі
Тузламахі (рос. Тузламахи) — село Акушинського району, Дагестану Росії. Входить до складу муніципального утворення Сільрада Нацинська.
Населення — 179 (2010).

## Населення
За даними перепису населення 2002 року в селі мешкало 189 осіб. В тому числі 87 (46,03 %) чоловіків та 102 (53,97 %) жінки.
Переважна більшість мешканців — даргинці (100 % від усіх мешканців). У селі переважає сирхинсько-тантинська мова.